# Leon Kattan
Leon Juda Kattan (Sarajevo, 1891. – Brčko, 10. prosinca 1941.),  židovski teolog i brčanski hazan.

## Životopis
Leon Kattan je rođen u Sarajevu 1891. godine. Bio je hazan i vjeroučitelj, a u brčanskoj židovskoj zajednici zvan i rabinom. Oženjen je bio Rifkom Schoenwald, s kojom je imao petero djece, kćeri Hanu i Matildu, rođenu 1930., sinove Daniel, rođen 1921, Aron rođen 1925. i Moric rođen 1926. godine. 
Kada je Mjesna cionistička organizacija Brčko bila osnovana 12. siječnja 1919., za blagajnika je izabran Leon Kattan. Kao duhovni vođa brčanske židovske zajednice hazan Leon Kattan je na purimskom sijelima tumačio prisutnima značenje Purima. Povodom Hanuke i njenog obilježavanja na sijelima u Brčkom vodio je program i s pozornice se obraćao prisutnima.  
Leon Kattan je bio staratelj učenicima, pa su tako Josef Papo i Kalmi Schoenwald za vrijeme svoga obrazovanja u Trgovačkoj akademiji stanovali kod hazana. U Kattanovoj kući održavala su se sijela na kojima su se skupljala sredstava za tiskovne fondove i za društvo La Humanidad. Za povjerenika iz Brčkog za časopis Jevrejski glas imenovan je upravo Kattan. Leon Kattan i njegova supruga pozvali su familiju, prijatelje i poznanike 2. ožujka 1930. godine u 11 sati prije podne u židovsku sinagogu u Brčkom na vjenčanje Matilde Pesach iz Tuzle s Ezrom Kajon, sinom Leona Kattane. Ezra Kajon je rođen 1904. godine u Sarajevu od oca Leona i majke Regione. Bio je trgovac iz Sarajeva.  
Leon Kattan i njegova obitelj su ubijeni 10. prosinca 1941. godine u Brčkom. Tom prilikom je ubijen Leon i njegova supruga Rifka, te djeca: Daniel, Hana, Aron, Moric i Matilda. Tijela su im bačena u Savu. Cjelokupna imovina Leona Kattana, stavljena je pod državnu upravu, a za privremenog staraoca ove imovine postavljen je Gradski narodni odbor Brčko. U obrazloženju je navedeno da je opisana imovina napuštena od zakonitog vlasnika.

## Vanjske poveznice
- Tragom brčanskih Jevreja: Brčko 2020., str. 33 - 34.